# Thomas Hicks
Thomas Hicks   (Lyon Mountain, 1 de juny de 1918 - comtat d'Essex, 14 de juliol de 1992) fou un pilot de bob estatunidenc que va competir durant la dècada de 1940.
El 1948 va prendre part en els Jocs Olímpics d'Hivern de Sankt Moritz, on guanyà la medalla de bronze en la prova de bobs a quatre del programa de bob. Formà equip amb James Bickford, Donald Dupree i William Dupree.
Morí assassinat, juntament amb la seva dona, quan uns lladres entraren a robar a casa seva.